# Västtyskland i olympiska sommarspelen 1968
Västtyskland deltog med 275 deltagare vid de olympiska sommarspelen 1968 i Mexico City. Totalt vann de fem guldmedaljer, elva silvermedaljer och tio bronsmedaljer.

## Medaljer

### Guld
- Ingrid Becker - Friidrott, femkamp.
- Annemarie Zimmermann och Roswitha Esser - Kanotsport, K-2 500 meter.
- Josef Neckermann, Liselott Linsenhoff och Reiner Klimke - Ridsport, dressyr.
- Horst Meyer, Wolfgang Hottenrott, Dirk Schreyer, Egbert Hirschfelder, Rüdiger Henning, Jörg Siebert, Lutz Ulbricht, Nikolaus Ott och Günther Thiersch - Rodd, åtta med styrman.
- Bernd Klingner - Skytte, 50 meter gevär, tre positioner.

### Silver
- Karl Link, Udo Hempel, Karlheinz Henrichs och Jürgen Kissner - Cykling, lagförföljelse.
- Gerhard Hennige - Friidrott, 400 meter häck.
- Claus Schiprowski - Friidrott, stavhopp.
- Hans-Joachim Walde - Friidrott, tiokamp.
- Liesel Westermann - Friidrott, diskuskastning.
- Detlef Lewe - Kanotsport, C-1 1000 meter.
- Renate Breuer - Kanotsport, K-1 500 meter.
- Josef Neckermann - Ridsport, dressyr.
- Jochen Meißner - Rodd, singelsculler.
- Ulli Libor och Peter Naumann - Segling, flygande Holländare.
- Heinz Mertel - Skytte, fripistol.

### Brons
- Günther Meier - Boxning, lätt mellanvikt.
- Wilfried Dietrich - Brottning, fristil, tungvikt.
- Bodo Tümmler - Friidrott, 1 500 meter.
- Helmar Müller, Manfred Kinder, Gerhard Hennige och Martin Jellinghaus - Friidrott, 4 x 400 meter stafett.
- Kurt Bendlin - Friidrott, tiokamp.
- Reiner Klimke - Ridsport, dressyr.
- Hermann Schridde, Alwin Schockemöhle och Hans Günter Winkler - Ridsport, hoppning.
- Michael Holthaus - Simning, 400 meter medley.
- Angelika Kraus, Uta Frommater, Heike Hustede och Heidemarie Reineck - Simning, 4 x 100 meter medley .
- Konrad Wirnhier - Skytte, skeet.